# Petru Moldovan

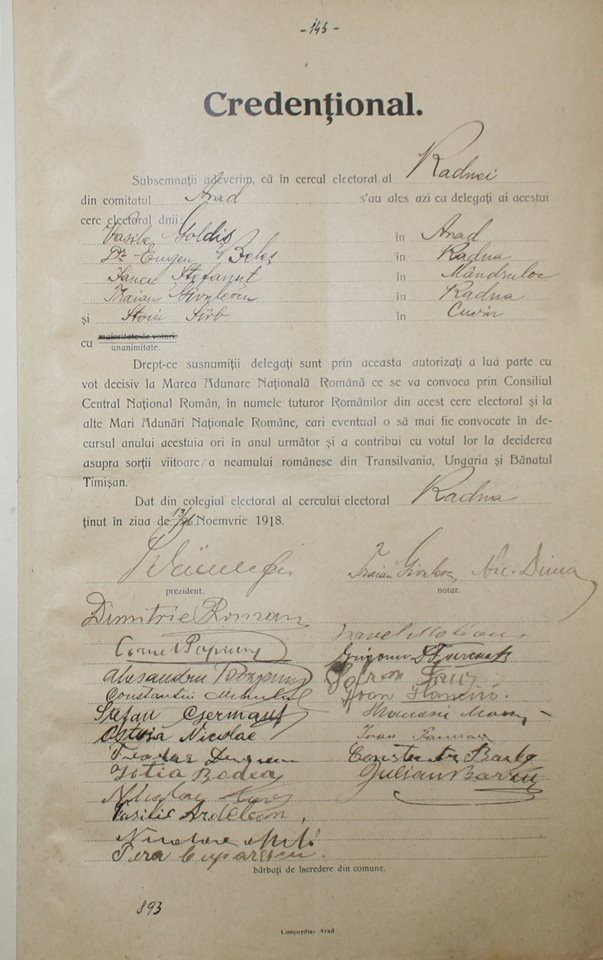
Credențional

Petru Moldovan (n. 1885, Chinteni, Cluj – d. secolul al XX-lea) a fost un deputat în Marea Adunare Națională de la Alba Iulia, organismul legislativ reprezentativ al „tuturor românilor din Transilvania, Banat și Țara Ungurească”, cel care a adoptat hotărârea privind Unirea Transilvaniei cu România, la 1 decembrie 1918.:p. 77

## Biografie
Petru Moldovan a fost delegat al însolirii de Credit și Economii "Buna" din Feleac 